# 엘 오트로
《엘 오트로》(스페인어: El otro)은 1960년 방영된 멕시코의 텔레노벨라이다.